# Diguanilato ciclasa
La diguanilato ciclasa DGC (EC 2.7.7.65) es una enzima que cataliza la reacción:
2 GTP {\displaystyle \rightleftharpoons } 3',5'-diguanilato cíclico + 2 fosfato
La enzima utiliza como cofactor magnesio y manganeso. Puede ser activada por el trifluoruro de berilio (BeF3), un análogo del grupo fosfato del que su acción resulta en dimerización de la enzima. La dimerización es requerida pero no es suficiente para la actividad diguanilato ciclasa.
El 3',5'-diguanilato cíclico (c-di-GMP) es una molécula dedicada a la señalización intracelular que controla la motilidad y la adhesión en las células bacterianas. Tiene un efecto alostérico positivo sobre la celulosa sintasa.

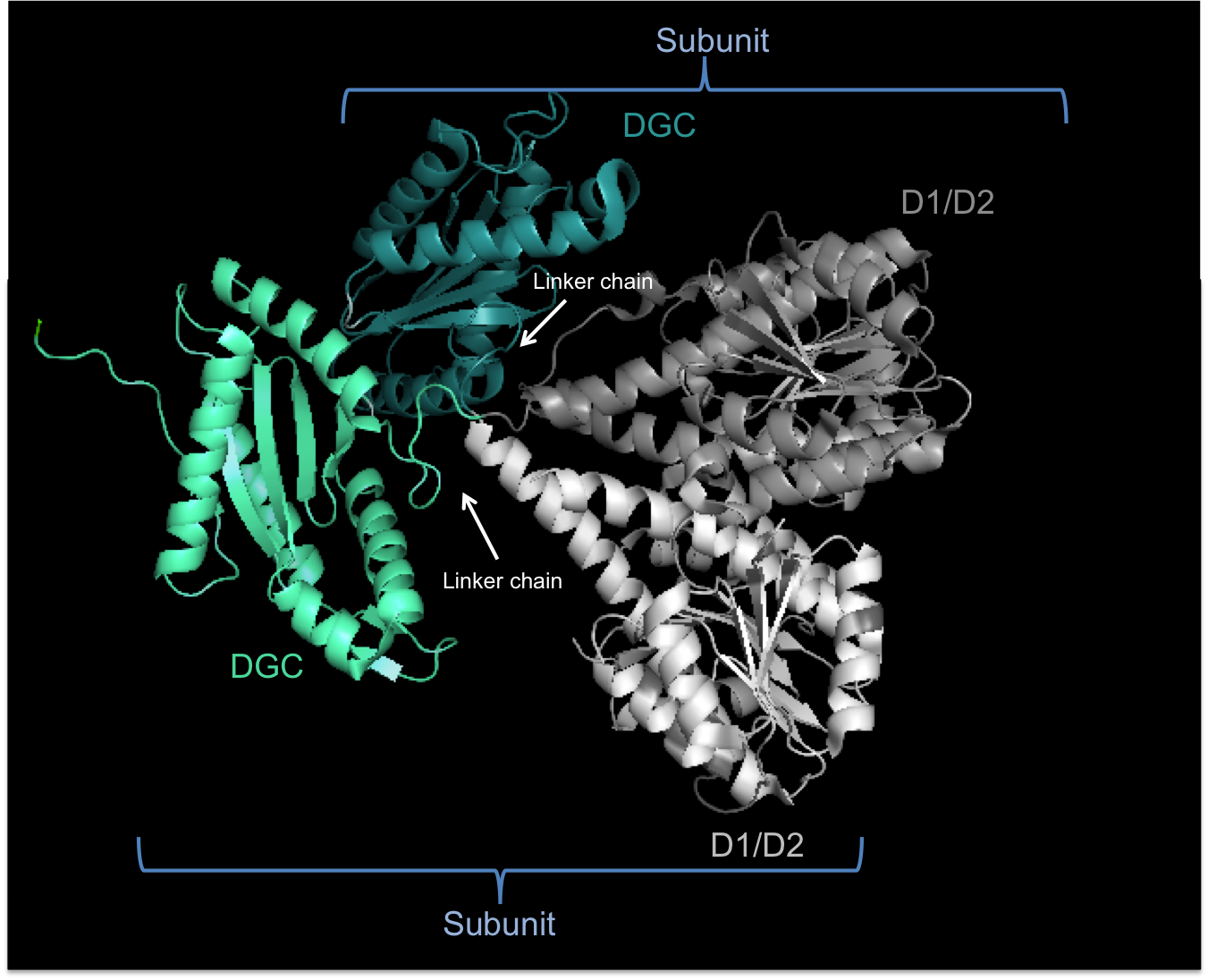
Figura 1. Estructura del dímero activo de la diguanilato ciclasa y de los dominios parecidos a CheY.

## Estructura
Las diguanilato ciclasas se caracterizan por la secuencia de aminoácidos conservada "GGDEF" (Gly-Gly-Asp-Glu-Phe) o "GGEEF" (Gly-Gly-Glu-Glu-Phe) que constituyen el dominio del sitio activo de la DGC. Estos dominios se encuentran frecuentemente unidos a otros dominios de señalización en proteínas multidominio. Otras veces, los dominios GGDEF con actividad DGC se encuentran en las proteínas que tienen los dominios EAL (Glu-Ala-Leu) de las fosfodiesterasas específicas del diguanilato monofosfato cíclico.
Se cree que la DGC es solamente activa como un dímero constituido por dos subunidades, las dos con dominios GGDEF. El sitio activo está localizado en la interfaz entre las dos subunidades, cada una unida a una molécula de GTP.
Una similitud de secuencia débil y una similitud de estructura secundaria pronunciada entre los dominios GGDEF y los dominios catalíticos de las adenilato ciclasas, han conducido a la hipótesis que las DGCs y las adenilato ciclasas comparten un plegamiento similar. Esto fue verificado con la estructura cristalina de la DGC del Caulobacter crescentus en complejo con el c-di-GMP. Como se observa en la figura 1, la DGC (mostrada como un dímero) está compuesta por el dominio catalítico (nombrado DGC) y dos dominios parecidos a CheY (nombrados D1/D2). El dominio DGC de cada subunidad está unido a los dominios D1/D2 por una cadena peptídica de enlace flexible. El dominio DGC se parece mucho al núcleo catalítico de la adenilato ciclasa que consiste en una lámina beta de 5 filamentos rodeada por hélices.

## Función biológica
La diguanilato ciclasa participa en la formación del mensajero secundario c-di-GMP que participa en la formación y persistencia del biofilm bacteriano. El dominio GGDEF fue identificado por primera vez en la proteína reguladora diguanilato ciclasa de la bacteria Caulobacter crecentus. Se observó posteriormente que numerosos genomas bacterianos codificaban múltiples proteínas con un dominio GGDEF. La Pseudomonas aeruginosa PAO1 tiene 33 proteínas con dominios GGDEF, la Escherichia coli K-12 tiene 19 y la Vibrio cholerae O1 tiene 41. En el ciclo celular de la Caulobacter crescentus, se conoce que la DGC controla la morfogénesis polar. En la Pseudomonas fluorescens se cree que la actividad de la DGC es parcialmente responsable de la presencia de un fenotipo concreto. En la Pseudomonas aeruginosa se conoce que la DGC controla la autoagregación.

### Papel de la diguanilato ciclasa en el ciclo celular de la Caulobacter crecentus
Durante el ciclo celular de la Caulobacter crescentus las proteínas con dominios GGDEF y EAL se separan hacia dos polos distintos. La forma activa de la diguanilato ciclasa se localiza en el polo de forma de tallo de las células de C. crescentus que se están diferenciando. Se ha sugerido que la función de la DGC es doble. Es responsable de desactivar las rotaciones flagelares y de inhibir la motilidad antes de que la replicación del genoma comience, y también de regenerar la motilidad una vez la diferenciación se ha completado.

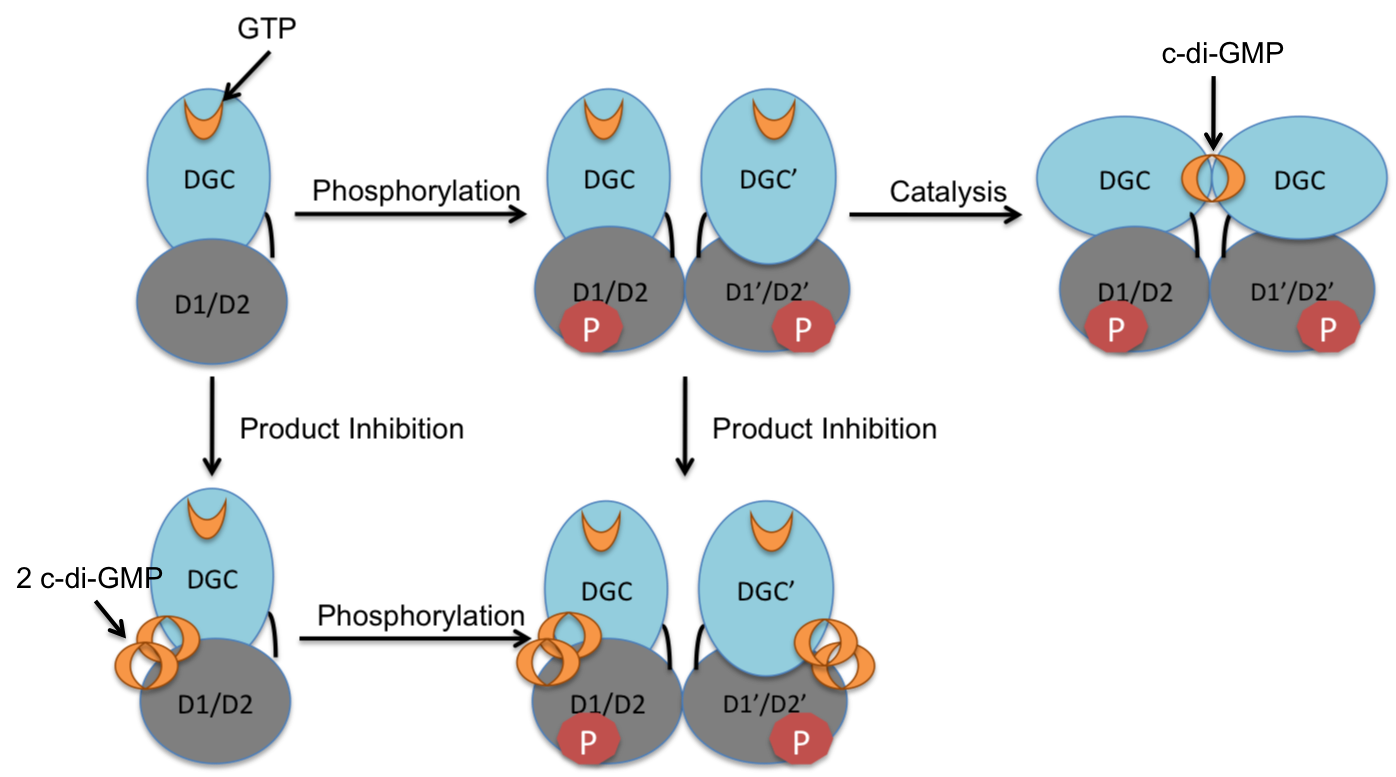
Figura 2. Mecanismo de activación y regulación a través de inhibición por producto de la DGC del C. crescentus.

## Mecanismo de activación y regulación
La forma activa de la diguanilato ciclasa de la C. crescentus es un dímero que se forma por fosforilación del primer dominio receptor (D1). La fosforilación del dominio receptor incrementa la afinidad a la dimerización 10 veces por encima de los dominios no fosforilados. Se cree que la inhibición de la actividad de la DGC es alostérica y no competitiva. El c-di-GMP se une a la interfaz entre los dominios DGC y D2 estabilizando la estructura abierta e impidiendo la catálisis. Se ha observado una fuerte inhibición por producto con una Ki de 0,5 μM.
Aunque el mecanismo catalítico exacto no se ha resuelto, se cree que la estructura dimérica de la DGC facilita la interacción de las dos moléculas de GTP con el sitio activo para ciclación de la DGC. Un mecanismo propuesto por Chan et al. indica que el grupo 3'-OH del GTP es deprotonado por un residuo de ácido glutámico (E370) para permitir el ataque nucleofílico intermolecular del α-fosfato. El estado de transición pentacoordinado creado a través de este ataque nucleofílico está posiblemente estabilizado por un residuo de lisina (K332).